# Guils de Cerdanya
Guils de Cerdanya – gmina w Hiszpanii,  w Katalonii, w prowincji Girona, w comarce Baixa Cerdanya.
Powierzchnia gminy wynosi 22,02 km². Zgodnie z danymi INE, w 2005 roku liczba ludności wynosiła 392. Wysokość bezwzględna gminy równa jest 1385 metrów. Współrzędne geograficzne Guils de Cerdanya to 42°27′02″N 01°52′47″E. Kod pocztowy do gminy to 17528. Burmistrzem Guils de Cerdanya jest Josep Mendo i Mir. 22 stycznia każdego roku w gminie organizowane są imprezy i fiesty z okazji Dnia Guils de Cerdanya.

## Liczba ludności z biegiem lat
- 1991 – 278
- 1996 – 304
- 2001 – 331
- 2004 – 368
- 2005 – 392

## Miejscowości
W skład gminy wchodzą cztery miejscowości, w tym miejscowość gminna o takiej samej nazwie. Są to:
- Guils de Cerdanya – liczba ludności: 145
- Saneja – 97
- Sant Martí d'Aravó – 74
- Sant Martí de Cerdanya – 76

## Linki zewnętrzne

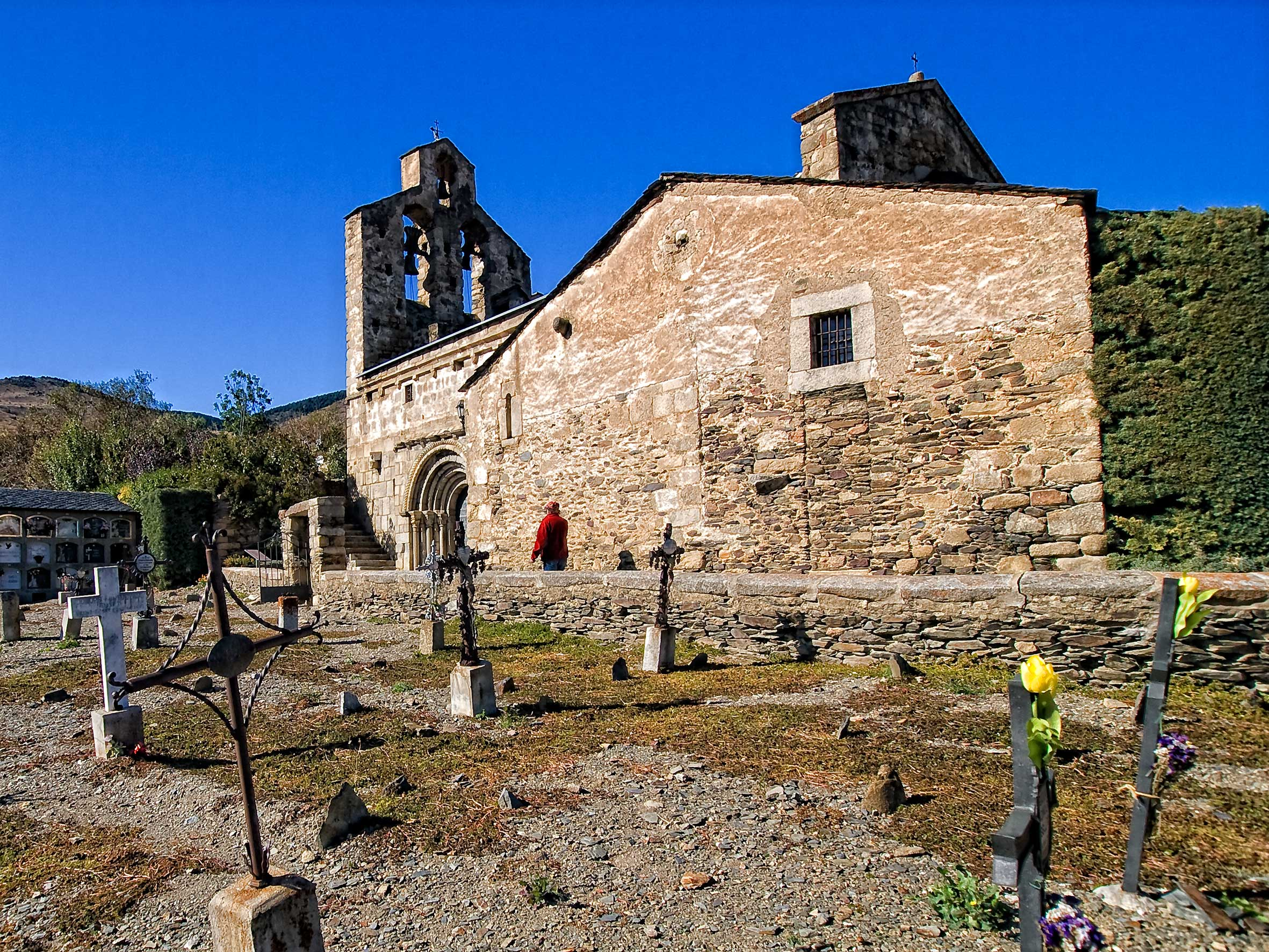
Kościół Sant Esteve